# Bjelogorci (gmina Rogatica)
Bjelogorci (cyr. Бјелогорци) – wieś w Bośni i Hercegowinie, w Republice Serbskiej, w gminie Rogatica. W 2013 roku liczyła 37 mieszkańców.